# Circuit permanent de Jerez
Le circuit de Jerez-Ángel Nieto est un circuit de vitesse de 4,428 km (4,423 km pour les motos, sans chicane) situé à une dizaine de kilomètres de Jerez de la Frontera, au cœur des vignobles produisant le xérès, dans le sud de l'Espagne.

## Histoire

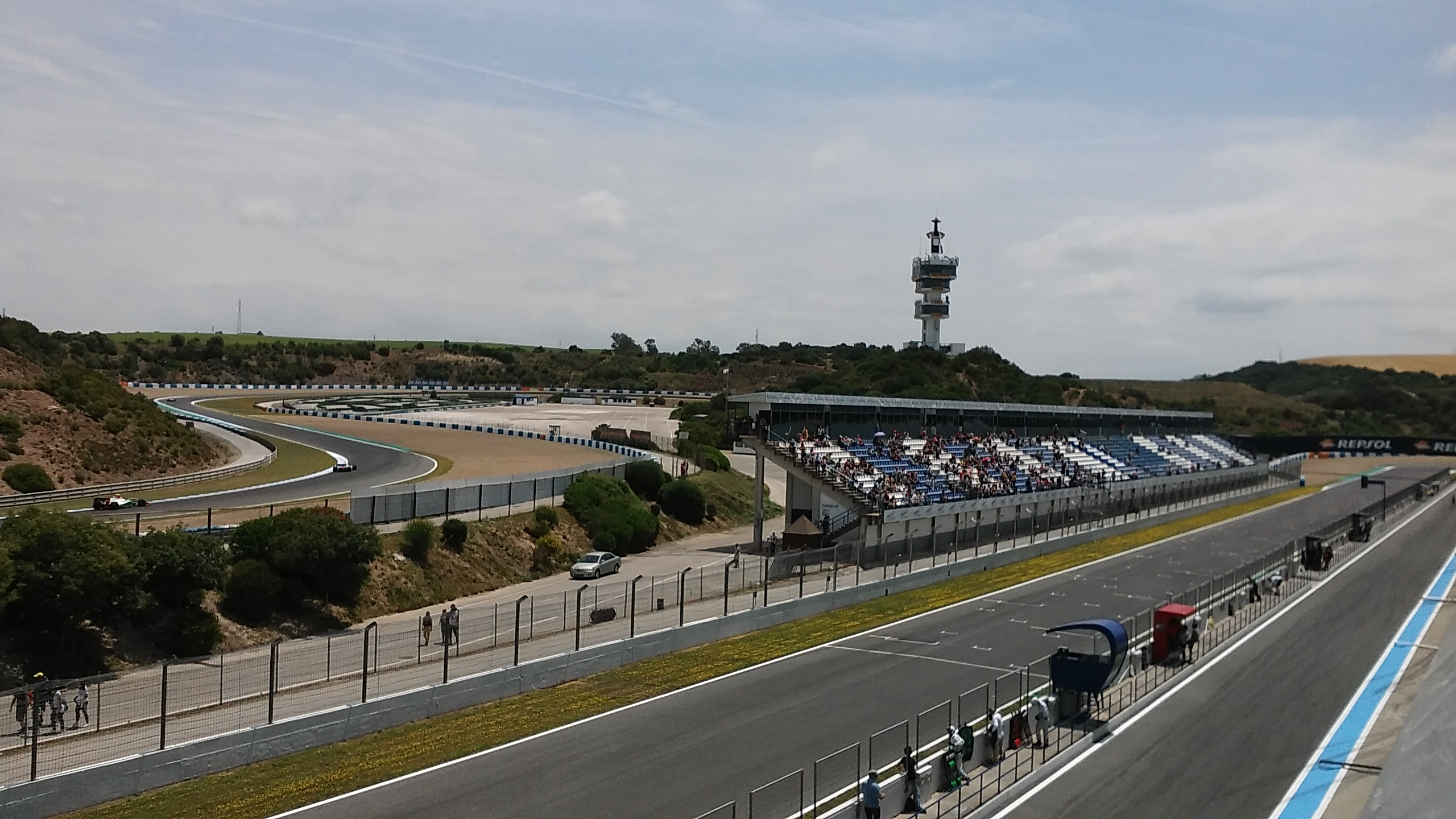
Grille de départ et la tribune principale

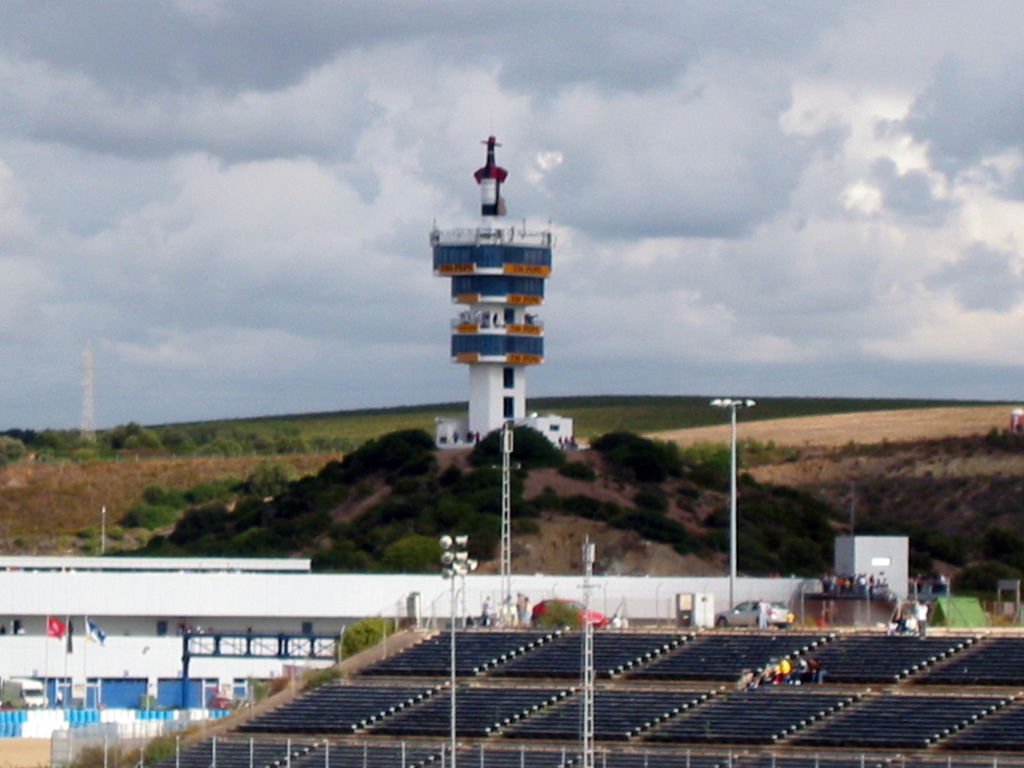
Tour Tío Pepe

Le circuit a été inauguré le 8 décembre 1985. Durant l'année 1986, ce circuit a reçu son premier Grand Prix moto en mars et son premier Grand Prix de Formule 1, le Grand Prix d'Espagne en avril.
Situé à 35 km au nord de Cadix, le circuit manque d'infrastructure, bien qu'il ait été conçu pour recevoir 125 000 spectateurs ; malgré des épisodes mémorables tel que la victoire de Ayrton Senna pour 14 millièmes de seconde sur le second en 1986, le Grand Prix d'Espagne s'exile à Barcelone sur le circuit de Catalogne pour le Grand Prix d'Espagne 1991.
Néanmoins, en 1994, le circuit de Jerez subit de grands travaux  de sécurité, y compris une nouvelle chicane (la courbe Ayrton Senna) où Martin Donnelly eut un grave accident pendant le Grand Prix d'Espagne 1990. En conséquence, Jerez a accueilli le Grand Prix européen 1994 et 1997. 
Bien que le circuit ne reçoive plus d'épreuve de Formule 1, il est utilisé chaque année pour des séances d'essais officielles. C'est aussi sur ce circuit qu'est organisé fin mars, le Grand Prix moto d'Espagne des Championnats du monde de vitesse moto.
Durant l'année 2005, la piste a été resurfacée.

## Tracé

Les circuits
Tracé original de 1985 à 1992, 4 218 mètres.
Circuit Moto depuis 1992, 4 428 mètres.
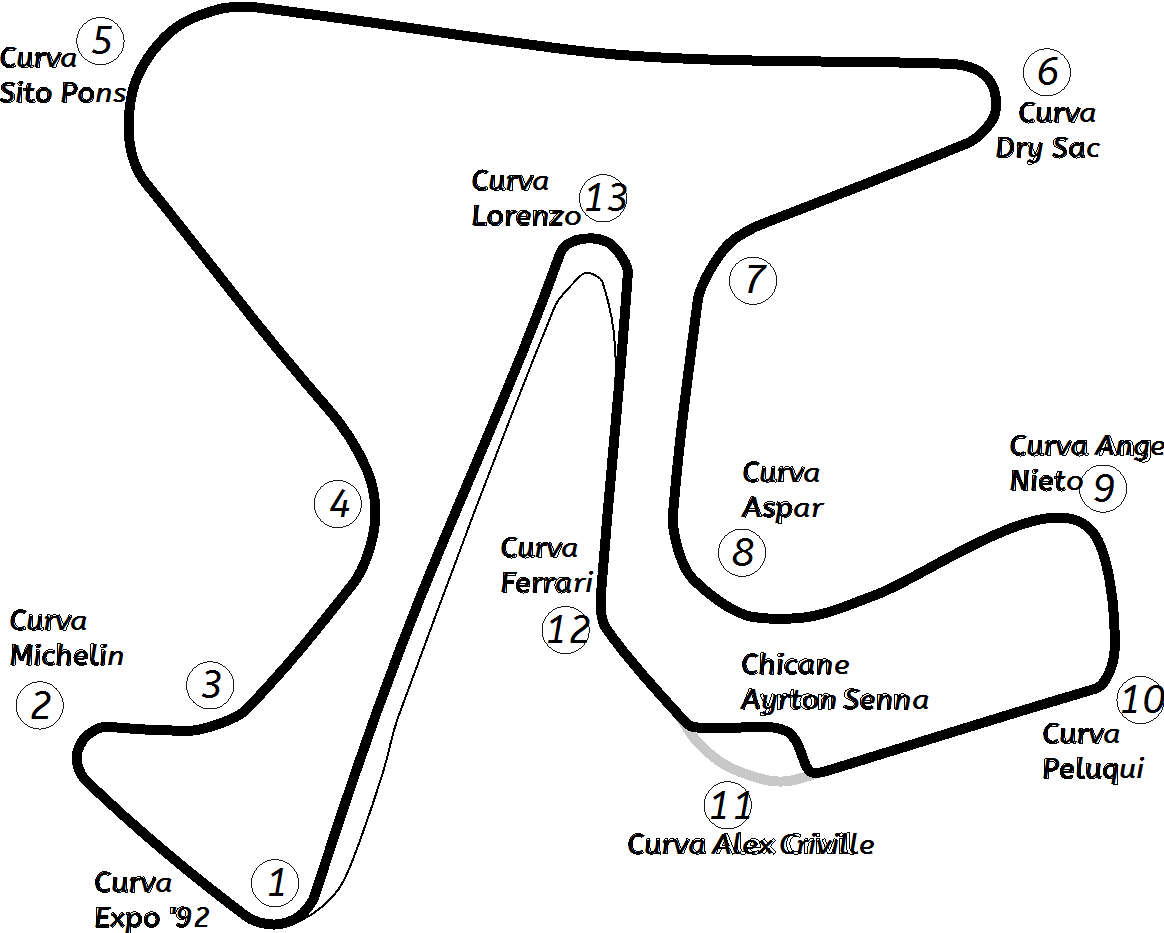
Circuit Grand Prix (1994–présent)

## Historique en Formule 1
| Saison | Date         | Qualité              | Pilote             | Équipe           | Résultats |
| ------ | ------------ | -------------------- | ------------------ | ---------------- | --------- |
| 1986   | 13 avril     | Grand Prix d'Espagne | Ayrton Senna       | Lotus-Renault    | Résultat  |
| 1987   | 27 septembre | Grand Prix d'Espagne | Nigel Mansell      | Williams-Honda   | Résultat  |
| 1988   | 2 octobre    | Grand Prix d'Espagne | Alain Prost        | McLaren-Honda    | Résultat  |
| 1989   | 1er octobre  | Grand Prix d'Espagne | Ayrton Senna       | McLaren-Honda    | Résultat  |
| 1990   | 30 septembre | Grand Prix d'Espagne | Alain Prost        | Ferrari          | Résultat  |
| 1994   | 16 octobre   | Grand Prix d'Europe  | Michael Schumacher | Benetton-Ford    | Résultat  |
| 1997   | 26 octobre   | Grand Prix d'Europe  | Mika Häkkinen      | McLaren-Mercedes | Résultat  |

## Historique en Grand Prix Moto
| Saison | Date       | Vainqueur 125 / Moto 3 | Vainqueur 250 / Moto 2 | Vainqueur Moto GP | Résultats |
| 1987   | 26 avril   | Fausto Gresini         | Martin Wimmer          | Wayne Gardner     | Résultat  |
| 1989   | 30 avril   | Álex Crivillé          | Luca Cadalora          | Eddie Lawson      | Résultat  |
| 1990   | 6 mai      | Jorge Martínez         | John Kocinski          | Wayne Gardner     | Résultat  |
| 1991   | 12 mai     | Noboru Ueda            | Helmut Bradl           | Michael Doohan    | Résultat  |
| 1992   | 10 mai     | Ralf Waldmann          | Loris Reggiani         | Michael Doohan    | Résultat  |
| 1993   | 2 mai      | Kazuto Sakata          | Tetsuya Harada         | Kevin Schwantz    | Résultat  |
| 1994   | 8 mai      | Kazuto Sakata          | Jean-Philippe Ruggia   | Michael Doohan    | Résultat  |
| 1995   | 7 mai      | Haruchika Aoki         | Tetsuya Harada         | Alberto Puig      | Résultat  |
| 1996   | 12 mai     | Haruchika Aoki         | Max Biaggi             | Michael Doohan    | Résultat  |
| 1997   | 4 mai      | Valentino Rossi        | Ralf Waldmann          | Álex Crivillé     | Résultat  |
| 1998   | 3 mai      | Kazuto Sakata          | Loris Capirossi        | Álex Crivillé     | Résultat  |
| 1999   | 9 mai      | Masao Azuma            | Valentino Rossi        | Álex Crivillé     | Résultat  |
| 2000   | 30 avril   | Emilio Alzamora        | Ralf Waldmann          | Kenny Roberts Jr  | Résultat  |
| 2001   | 6 mai      | Masao Azuma            | Daijiro Kato           | Valentino Rossi   | Résultat  |
| 2002   | 5 mai      | Lucio Cecchinello      | Fonsi Nieto            | Valentino Rossi   | Résultat  |
| 2003   | 1er mai    | Lucio Cecchinello      | Toni Elías             | Valentino Rossi   | Résultat  |
| 2004   | 2 mai      | Marco Simoncelli       | Roberto Rolfo          | Sete Gibernau     | Résultat  |
| 2005   | 5 mai      | Marco Simoncelli       | Dani Pedrosa           | Valentino Rossi   | Résultat  |
| 2006   | 5 mai      | Alvaro Bautista        | Jorge Lorenzo          | Loris Capirossi   | Résultat  |
| 2007   | 3 mars     | Gabor Talmacsi         | Jorge Lorenzo          | Valentino Rossi   | Résultat  |
| 2008   | 30 mars    | Simone Corsi           | Mika Kallio            | Dani Pedrosa      | Résultat  |
| 2009   | 3 mai      | Bradley Smith          | Hiroshi Aoyama         | Valentino Rossi   | Résultat  |
| 2010   | 2 mai      | Pol Espargaró          | Toni Elías             | Jorge Lorenzo     | Résultat  |
| 2011   | 3 avril    | Nicolas Terol          | Andrea Iannone         | Jorge Lorenzo     | Résultat  |
| 2012   | 29 avril   | Romano Fenati          | Pol Espargaró          | Casey Stoner      | Résultat  |
| 2013   | 5 mai      | Maverick Viñales       | Esteve Rabat           | Dani Pedrosa      | Résultat  |
| 2014   | 4 mai      | Romano Fenati          | Mika Kallio            | Marc Márquez      | Résultat  |
| 2015   | 3 mai      | Danny Kent             | Jonas Folger           | Jorge Lorenzo     | Résultat  |
| 2016   | 24 avril   | Brad Binder            | Sam Lowes              | Valentino Rossi   | Résultat  |
| 2017   | 7 mai      | Arón Canet             | Álex Márquez           | Dani Pedrosa      | Résultat  |
| 2018   | 6 mai      | Philipp Öttl           | Lorenzo Baldassarri    | Marc Márquez      | Résultat  |
| 2019   | 5 mai      | Niccolò Antonelli      | Lorenzo Baldassarri    | Marc Márquez      | Résultat  |
| 2020   | 19 juillet | Albert Arenas          | Luca Marini            | Fabio Quartararo  | Résultat  |
| 2020   | 26 juillet | Tatsuki Suzuki         | Enea Bastianini        | Fabio Quartararo  | Résultat  |
| 2021   | 2 mai      | Pedro Acosta           | Fabio Di Giannantonio  | Jack Miller       | Résultat  |
| 2022   | 1er mai    | Izan Guevara           | Ai Ogura               | Francesco Bagnaia | Résultat  |
| 2023   | 30 avril   | Iván Ortolá            | Sam Lowes              | Francesco Bagnaia | Résultat  |
| 2024   | 28 avril   | Collin Veijer          | Fermín Aldeguer        | Francesco Bagnaia | Résultat  |

## Meilleurs tours en course
| Catégorie                              | Temps                                  | Pilote                                 | Véhicule                               | Épreuve                                |
| Circuit Moto : 4,423 km (1992–présent) | Circuit Moto : 4,423 km (1992–présent) | Circuit Moto : 4,423 km (1992–présent) | Circuit Moto : 4,423 km (1992–présent) | Circuit Moto : 4,423 km (1992–présent) |
| -------------------------------------- | -------------------------------------- | -------------------------------------- | -------------------------------------- | -------------------------------------- |
| MotoGP                                 | 1:37.449                               | Francesco Bagnaia                      | Ducati Desmosedici GP24                | Grand Prix moto d'Espagne 2024         |
| World SBK                              | 1:38.528                               | Nicolò Bulega                          | Ducati Panigale V4 R                   | 2024 Jerez World SBK round             |
| Moto2                                  | 1:41.020                               | Fermín Aldeguer                        | Boscoscuro B-24                        | Grand Prix moto d'Espagne 2024         |
| World SSP                              | 1:41.875                               | Nicolò Bulega                          | Ducati Panigale V2                     | 2023 Jerez World SSP round             |
| 250cc                                  | 1:43.338                               | Álvaro Bautista                        | Aprilia RSV 250                        | Grand Prix moto d'Espagne 2009         |
| 500cc                                  | 1:43.779                               | Valentino Rossi                        | Honda NSR 500                          | Grand Prix moto d'Espagne 2001         |
| Moto3                                  | 1:45.105                               | Ryusei Yamanaka                        | KTM RC250GP                            | Grand Prix moto d'Espagne 2024         |

## Liste des accidents mortels
| Nom            | Date            | Qualité | Championnat                                    | Compétition                                     |
| -------------- | --------------- | ------- | ---------------------------------------------- | ----------------------------------------------- |
| Javier Moreno  | 2 décembre 1990 | Pilote  | Championnat de motocyclisme d'Andalousie       | Formule 2 (Yamaha 600)                          |
| Nobuyuki Wakai | 1er mai 1993    | Pilote  | Championnat du monde de vitesse moto - 250 cm3 | Grand Prix moto d'Espagne 1993 (Suzuki RGV 250) |